# Otmar Gazzari
Otmar Gazzari  (Cavtat, 20. prosinca 1905. – Zagreb, 1987.) je bivši nogometni vratar i bejzbolaš. Imao je talijansko državljanstvo. Nogometnu karijeru nastavio u Italiji.
Natupao je od 1921. do 1927. za splitski Hajduk s kojim je osvojio Prvenstvo Jugoslavije u nogometu 1927. godine. Iz Hajduka odlazi na probu u Triestinu koju nije prošao. Nakon neuspješne probe odlazi u beogradski BSK u kojem završava karijeru. 
Zbog svog talijanskog državljanstva bio je jedini igrač Hajduka koji nije nastupio za reprezentaciju Jugoslavije u utakmici protiv Čehoslovačke koja je igrana 1924. godine. Ostalih deset igrača su nastupali za Hajduk.
Bavio se i bejzbolom.